# Marko Kociper
Marko Kociper, slovenski stripar in ilustrator, * 1969, Železniki.
Rdeča nit njegovega dela sta erotika in satira, pogosto pa se loteva tudi stripov po literarnih predlogah. Do zdaj je izdal 7 samostojnih albumov, med katerimi je najbolj znana trilogija o Jazbecu, s katero je »v slovenski strip prinesel zelo sodobno 'filmsko' kadriranje, hitre preobrate, spretno črno-belo plastično modulirano risbo, risarsko vehemenco ter kompozicijsko in scenaristično iskrivost«. Poleg albumskih izdaj se lahko pohvali tudi z objavami v številnih tiskanih publikacijah (Stripburger, Apokalipsa, Mladina, Literatura ...); med drugim je od 2005 do 2012 stripe tedensko objavljal v reviji Polet. Za svoje delo je prejel delovno štipendijo ZDSLU. Njegova dela so bila razstavljena na številnih stripovskih festivalih in drugih kulturnih prizoriščih.

## Stripovski albumi
- Svinjsko dobrih 8 let, DPZN, 1999
- Podgana/Rat, Republika Strip, Stripburger / Forum Ljubljana, 2002
- Dika, Republika Strip, Stripburger / Forum Ljubljana, 2005
- Jazbec in ostali svet, Republika Strip, Stripburger / Forum Ljubljana, 2009
- Roza via Kociper: Strip je že vredu mama, O, Stripburger / Forum Ljubljana, 2010
- Vinko Möderndorfer: Sveta jeza, Republika Strip, Stripburger / Forum Ljubljana, 2012
- Jazbec in otok mrtvih, Republika Strip, Stripburger / Forum Ljubljana, SI, 2014
- Jazbec in puščavska roža, Republika Strip, Stripburger / Forum Ljubljana, 2016

## Objave stripov v zbornikih, antologijah
- Prvič, Deveta soba (stripi po literarnih predlogah Vinka Möderndorferja, Stripburger / Forum Ljubljana, 2008
- Zamzak in Noe, Podmazzane zgodbe (stripi po literarnih predlogah Mihe Mazzinija), Stripburger / Forum Ljubljana, 2011
- Slovenski klasiki v stripu!, Stripburger / Forum Ljubljana in Mladina, 2009
- Greetings from Cartoonia, Stripburger / Forum Ljubljana, 2009
- Ču ču čaki, Stripburger / Forum Ljubljana, 2010

## Ilustracije knjig
- Vinko Möderndorfer: Gledališče otroke išče, Mladika, 2011
- Vinko Möderndorfer: Rdečehlačka, Mladika, 2010;
- Vinko Möderndorfer: Luža, čevelj, smrkelj in rokav, Mladika, 2009
- Rok Sieberer - Kuri: Sheryjina zgodba, Forum Ljubljana, 2004
- Herman Oblak: Demonske podobe, MKC Rov, 2003

## Samostojne razstave (izbor)
- MKC Koper, Koper, 1998
- Kutina, Hrvaška, 1999
- KUD France Prešeren, Ljubljana, 1999
- Ne prezrite!, KUD France Prešeren, Ljubljana, 2002
- Podgana / The Rat, MKC Rov, Železniki, 2002
- Sherryjina zgodba / Sherry’s Story, KOŽ - enota Kolodvor, Ljubljana, 2004
- Malar N, Muzej Železniki, Železniki, 2004
- Dika, KOŽ - Enota Kolodvor, Ljubljana, 2005
- Galerija Ivana Groharja, Škofja Loka, 2005
- Republika Strip+, MMC Luka, Pula, Hrvaška, 2006
- Jazbec in ostali svet, Trnfest, KUD France Prešeren, 2009
- Jazbec in otok mrtvih, Izola, Galerija Slasaverde, 2014
- Jazbec s prijatelji, Galerija Šivčeva hiša, Radovljica, 2015
- Jazbec in puščavska roža, Vodnikova domačija, Ljubljana, 2016

## Skupinske razstave v Sloveniji (izbor)
- Sekira v medu - stripi po motivih panjskih končnic, SEM, Ljubljana, 2006
- 28. Grafični bienale, Slovenski etnografski muzej: Pozdravi iz Striponije, Ljubljana, 2009
- Slovenski klasiki v stripu, KUD France Prešeren, Ljubljana, 2009
- Tuki stripi čaki, čakalnice na železniških postajah Postojna, Pivka, Zidani most, Trebnje, Kranj, Ljubljana, 2009
- V poduk in razvedrilo, KUD France Prešeren, Ljubljana, 2010
- Svetlobna gverila, City Lights, Ljubljana, 2010
- Rod Štefe in Arpada: Ris v Sloveniji, Tehniški muzej Slovenije, Bistra, 2011
- Slovenski klasiki v stripu, City Lights, Ljubljana, 2011
- Mestna galerija Ljubljana: Risba v stripu na Slovenskem, 2011
- 9. slovenski bienale ilustracije, Cankarjev dom, Ljubljana, 2011
- Sveta jeza, galerija Alkatraz, Ljubljana, 2012
- Slovenski klasiki v stripu, Tolminski muzej, 2012
- Tvigi in Vid iz Bistre: Volk v Sloveniji, Tehniški muzej Slovenije, Bistra, 2012
- ABoT, MGLC, Ljubljana, 2012
- DLUM, Maribor, 2012
- Show Your Hope, Trnfest, KUD France Prešeren, 2012
- Sveta jeza, Delavski dom Hrastnik, festival Rdeči revirji, Hrastnik, 2013
- Premogovniški muzej Slovenije, Velenje: Pozor, delo!, 2013
- Sveta jeza, Galerija Plevnik – Kronkowska, Celje, 2014
- Pozor, delo!, Slovenski etnografski muzej, Ljubljana, 6.-28. februar 2014
- 20. stoletje, Kontinuitete in prelomi, MSUM, Ljubljana, 2015
- Sveta jeza, galerija Kibela/Kibla, Maribor, 2015
- To je orožje!, Vodnikova domačija, Ljubljana, 2016
- Center sodobne umetnosti, Celje: Stripovsko desetletje. Strip v Sloveniji 2006–2016, 2017

## Skupinske razstave v tujini (izbor)
- Attention, work! - KomiksFest, Praga, 2014; Le Garage L,, Forcalquier, Francija, 2014; Helsinki Comics Festival, Finska, 2015, NextComic Festival, Steyr, Avstrija, 2015 ...
- Stripble - Boomfest, St. Peterburg, 2009;  A Mula Rug, Espaço Campanhã, Porto, Portugalska; Feira Laica, Bedeteca de Lisboa, 2009 ...
- Honey Talks - Serieteket / Kulturhuset, Stockholm, 2006; Retine, Albi, Francija, 2006 ...
- Aritas, trienale satire in humorja, 2005, 2004, 2001
- Wartime, Barcelona comics festival, Španija, 2004
- Stripburek - comics from the other Europe - Salao, Lisboa, 2003; Small Press Expo, Stockholm, 2003; Frankfurt Book Fair, 2003; Confort Moderne, Potiers, Francija, 2003 ...